# Лаврио
Лаврио (гр: Λαύριο, Lavrio) град је у средишњој Грчкој, у округу Источна Атика периферије Атика. То је најважнији град јужне половине округа.
Лаврио је познато викенд-излетиште за Атињане. Такође град је важно полазиште трајеката ка Егејским острвима (посебно ка Кикладима).

## Положај
Лаврио се налази у крајње југоисточном делу полуострва Атика, на 67 километара југоисточно од средишта Атине.
Град се сместио у омањем заливу Егејског мора, иза кога се пружа побрђе јужне Атике. Наспрам града се налази ненасељено острво Макронизос.
Овде постоји КК Лаврио.

## Историја
Лаврио је био познато насеље у време старе Грчке под називом Лауријум. Ту се налазило седиште флотиле старе Атине.

## Становништво
| 2011.  |
| ------ |
| 25.102 |

Град Лаврио има близу 10.000 ст., а са ближом околином око 13.000 ст. Лети и викендом се број повећава због бројних викенд-посетилаца.

## Партнерски градови
- Алексинац
- Штрпце
- Мангалија

## Збрика слика
- Градско приобаље
- Остаци античког Лаврија
- Старогрчко позориште - остаци
- Електрична централа у Лаврију